# Roman Pachlewski
Roman Marian Pachlewski (ur. 4 sierpnia 1923 w Kielcach, zm. 25 marca 2002) – polski botanik, leśnik, specjalista w zakresie mikrobiologii gleb leśnych, związany między innymi z Instytutem Badawczym Leśnictwa.

## Życiorys
Był synem Donata i Janiny ze Skrzyszkowskich. Przed wybuchem II wojny światowej ukończył trzy klasy Gimnazjum im. św. Stanisława Kostki w Kielcach, podczas okupacji kontynuował naukę na tajnych kompletach. Egzamin dojrzałości złożył w Liceum im. Jana Śniadeckiego. W grudniu tegoż roku rozpoczął studia na Wydziale Rolniczo-Leśnym Uniwersytetu Poznańskiego. Ukończył je w styczniu 1949 roku z tytułem magistra inżyniera leśnictwa.
Od 1949 roku pracował jako taksator leśny w Dyrekcji Lasów Państwowych w Radomiu. Rok później został asystentem, a następnie adiunktem w Katedrze Fitopatologii i Ochrony Roślin Uniwersytetu Wrocławskiego, od 1951 roku Wyższej Szkoły Rolniczej we Wrocławiu. W 1952 roku uzyskał stopień doktora, na podstawie rozprawy Badania mykotrofizmu siewek modrzewia polskiego i sudeckiego w naturalnych i sztucznych warunkach rozwoju. W 1954 roku rozpoczął pracę jako adiunkt w Zakładzie Mikrobiologii Leśnej Instytutu Badawczego Leśnictwa. W latach 1956–1962 był kierownikiem Pracowni Badania Lasów Pierwotnych Zakładu Ekologii Leśnej IBL w Białowieży. Od 1962 do 1971 roku pełnił funkcję kierownika Pracowni Mikrobiologii Leśnej IBL w Jeziorach, w latach 1971–1973 kierownika Zakładu Mikologii i Fitopatologii Leśnej IBL, następnie kierownika Pracowni Biologii Gleby Zakładu Gleboznawstwa i Nawożenia IBL, a od 1985 roku do przejścia na emeryturę trzy lata później kierownikiem Zakładu Gleboznawstwa i Nawożenia. W 1958 roku otrzymał tytuł docenta, w 1971 profesora nadzwyczajnego.
Był autorem bądź współautorem ponad 60 monografii i prac naukowych, członkiem Komitetu Nauk Leśnych oraz Komitetu Nauk Gleboznawstwa i Chemii Rolnej Polskiej Akademii Nauk, Rady Naukowej Instytutu Badawczego Leśnictwa, Instytutu Dendrologii PAN, rad naukowych parków narodowych: Białowieskiego i Wielkopolskiego, Rady Naukowo-Technicznej przy Dyrektorze Naczelnym Lasów Państwowych, członkiem Polskiego Towarzystwa Botanicznego, Polskiego Towarzystwa Leśnego oraz Polskiego Towarzystwa Fitopatologicznego. Został wyróżniony między innymi Nagrodą Naukową PAN im. Michała Oczapowskiego (1985), odznaczony Krzyżem Kawalerskim Orderu Odrodzenia Polski (1980), Złotym Krzyżem Zasługi (1959) oraz Odznaką „Zasłużony dla Leśnictwa i Przemysłu Drzewnego” (1978).
Zespół badawczy pod jego kierownictwem dwukrotnie otrzymywał dyplomy uznania Sekcji Badań Leśnych Departamentu Rolnictwa Stanów Zjednoczonych. W 1992 roku został członkiem honorowym Rady Doradczej International Biographical Centre w Cambridge, rok później Rady Zarządu The American Biographical Institute Research Association w Raleigh. Jego nota biograficzna została zamieszczona w wydawnictwie International Who is Who of Intellectuals.
Od początku jego istnienia należał do NSZZ „Solidarność”. Żonaty od 1950 roku z Jadwigą Frycz, również naukowcem-leśnikiem (zm. 1975), miał dwoje dzieci. Zmarł w 2002 roku i został pochowany na poznańskim cmentarzu komunalnym na Junikowie.